# یوشی ایتو
یوشی ایتو (ژاپنی: 伊藤 勇士؛ زادهٔ ۹ اوت ۱۹۸۴) یک بازیکن فوتبال اهل ژاپن است.
از باشگاه‌هایی که در آن بازی کرده‌است می‌توان به باشگاه فوتبال توکوشیما ورتیس اشاره کرد.